# Jurij Sisikin
Jurij Fëdorovič Sisikin (in russo Юрий Фёдорович Сисикин?; Saratov, 15 maggio 1937) è un ex schermidore sovietico, vincitore di due medaglie d'oro e due d'argento nella scherma ai giochi olimpici.